# Choi Jung-man
Choi Jung-man, né le 8 janvier 1979, est un joueur handisport de badminton sud-coréen. Il participe aux Jeux paralympiques d'été de 2024, où il atteint la finale de l'épreuve simple masculine WH1 et remporte une médaille d'argent.